# Leonard Lord
Leonard Percy Lord, 1:e baron Lambury, KBE, född 15 november 1896, död 13 september 1967, var en engelsk företagsledare inom den brittiska bilindustrin.
Lord arbetade vid Vickers ammunitionsfabrik i Coventry under första världskriget. Efter 1918 arbetade han bland annat för det franska företaget Hotchkiss motorfabrik i England, som även byggde motorer åt Morris Motor Company. Sedan Morris tagit över fabriken 1923 arbetade Lord med att effektivisera tillverkningen. 1928 köpte Morris Wolseley Motors, som hade hamnat i ekonomiska problem. Lord fick uppdraget att modernisera produktionen hos Wolseley. 1932 befordrades Lord till produktionschef för Morris och året därpå utsågs han till direktör för hela Morris Motor Company.
Förhållandet till William Morris var stormigt och i augusti 1936 avgick Lord från sin post och gick över till Morris främsta konkurrent, Austin Motor Company. Efter Herbert Austins död 1941 efterträdde Lord denne som företagets högste chef. 1952 fusionerade Austin med Nuffield Organisation och bildade British Motor Corporation (BMC). I december samma år ersatte Lord William Morris som styrelseordförande för BMC.
Under Suezkrisen ökade efterfrågan på bränslesnåla småbilar och Lord gav Alec Issigonis i uppdrag att konstruera den legendariska Minin. Lord avgick som styrelseordförande 1961 och drog sig tillbaka från yrkeslivet. Året därpå adlades han för sina insatser för den brittiska bilindustrin.